# Габровци (дем Мъглен)
 Тази статия е за селото в ном Пела, Гърция.  За селото в България вижте Габровци (област Велико Търново).  
Габровци или Габрища (на гръцки: Δωροθέα, Доротеа, до 1922 година Γάβριστα, Гавриста) е село в Егейска Македония, Гърция, в дем Мъглен (Алмопия), административна област Централна Македония.

## География
Селото е разположено на 150 m надморска височина в котловината Мъглен (Моглена) на около 2 km северно от демовия център Съботско (Аридеа).

## История
Веднага северозападно от селото е открито неолитно и халколитно селище. В 2012 година заедно със съседното Пребъдищко неолитно селище то е обявено за защитен археологически паметник.

### В Османската империя
Според Стефан Веркович към края на XIX век Габровци е смесено българо-християнско и българо-мохамеданско селище с мъжко население 302 души и 80 домакинства.
Александър Синве („Les Grecs de l’Empire Ottoman. Etude Statistique et Ethnographique“), който се основава на гръцки данни, в 1878 година пише, че в Гавридже (Gavridjé), Мъгленска епархия, живеят 480 гърци. В „Етнография на вилаетите Адрианопол, Монастир и Салоника“, издадена в Константинопол в 1878 година и отразяваща статистиката на населението от 1873 година, Габровци (Gabrovtzi) е посочено като село във Воденска каза със 110 къщи и 190 жители българи и 315 помаци.
Съгласно статистиката на Васил Кънчов („Македония. Етнография и статистика“) към 1900 година в Габровци е живеят 96 българи християни и 570 българи мохамедани.
Цялото християнско население на Габровци е под върховенството на Цариградската патриаршия. По данни на секретаря на Българската екзархия Димитър Мишев („La Macédoine et sa Population Chrétienne“) в 1905 година в Габровци (Gabrovtzi) има 128 българи патриаршисти гъркомани.
Екзархийската статистика за Воденската каза от 1912 година показва селото с 614 жители християни и 228 мюсюлмани.

### В Гърция
През Балканската война селото е окупирано от гръцки части и остава в Гърция след Междусъюзническата война в 1913 година. Боривое Милоевич пише в 1921 година („Южна Македония“), че Габровци има 22 къщи славяни християни и 102 къщи славяни мохамедани.
В 1922 година е преименувано на Доротеа. В 1924 година мюсюлманското му население се изселва и в селото са настанени гърци бежанци от Мала Азия. В 1928 година селото е смесено местно-бежанско със 106 семейства и 434 жители бежанци. Според други данни от 630 жители в 1928 година 444 са с местен произход и 186 бежанци.
Селото пострадва от Гражданската война (1946 - 1949).
Селото е доста богато, тъй като землището му е полско и се напоява добре. Произвеждат се жито, пипер, тютюн, като са развити и овощарството и лозарството.
Край селото е разположен параклисът „Света Параскева“.
| Година    | 1913 | 1920 | 1928 | 1940 | 1951 | 1961 | 1971 | 1981 | 1991 | 2001 | 2011 | 2021 |
| --------- | ---- | ---- | ---- | ---- | ---- | ---- | ---- | ---- | ---- | ---- | ---- | ---- |
| Население | 852  | 683  | 630  | 888  | 691  | 658  | 680  | 617  | 595  | 633  | 564  | 453  |

## Личности
Родени в Габровци
- Вангел Минов (Ευάγγελος Μηνός), гръцки революционер, деец на гръцката пропаганда в Македония в началото на XX век[12]
- Христо Минов (Χρήστος Μηνός), гръцки революционер, деец на гръцката пропаганда в Македония в началото на XX век[12]
- Христо Младенов (Χρήστος Μλαδένης), гръцки революционер, деец на гръцката пропаганда в Македония в началото на XX век[12]